# Almeidaïta
L'almeidaïta és un mineral de la classe dels òxids, que pertany al grup de la crichtonita. Va rebre el seu nom en honor del professor Fernando Flávio Marques de Almeida (1916-2013), considerat com un dels geòlegs més importants del Brasil.

## Característiques
L'almeidaïta és un òxid de fórmula química PbZn₂(Mn,Y)(Ti,Fe3+)18O36(OH,O)₂. Va ser aprovada com a espècie vàlida per l'Associació Mineralògica Internacional l'any 2013. Cristal·litza en el sistema trigonal. Es troba de forma aïllada, en cristalls en forma de plaques negres de fins a 30 x 30 x 6 mm de grandària. És l'anàleg amb zinc de la senaïta i l'anàleg amb plom de la landauïta. Químicament és similar a la nežilovita.

## Formació i jaciments
Sol trobar-se associada a altres minerals com: xenotima-(Y), rútil, quars, moscovita, caolinita, hematites, bastnäsita-(La) i anatasa. Va ser descoberta a Novo Horizonte, a l'estat de Bahia, Brasil. També ha estat trobada al massís de Khaldzan Buragtag (Khovd, Mongòlia) i a la vall de Babuna (municipi de Veles, Macedònia).